# Roswitha Stadlober
Roswitha Stadlober (nacida Roswitha Steiner; Radstadt, 19 de junio de 1963) es una política y deportista austríaca que compitió en esquí alpino.

## Trayectoria
Ganó una medalla de plata en el Campeonato Mundial de Esquí Alpino de 1987, en la prueba de eslalon. 
Participó en dos Juegos Olímpicos de Invierno, ocupando el cuarto lugar en Sarajevo 1984 y en Calgary 1988, en la prueba de eslalon.
Fue nombrada «Deportista femenina del año» en su país en 1986.
Después de retirarse de la competición, se unió al partido Partido Popular Austríaco (ÖVP) y trabajó en el Parlamento de Salzburgo entre 1999 y 2004. En 2021 fue elegida presidenta de la Federación Austríaca de Esquí y en 2025 nombrada vicepresidenta del Comité Olímpico Austríaco.
Su esposo Alois Stadlober y su hija Teresa compitieron en esquí de fondo.

## Palmarés internacional
| Campeonato Mundial | Campeonato Mundial    | Campeonato Mundial | Campeonato Mundial |
| Año                | Lugar                 | Medalla            | Prueba             |
| ------------------ | --------------------- | ------------------ | ------------------ |
| 1987               | Crans-Montana (Suiza) | Medalla de plata   | Eslalon            |